# Wassilios Baros
Wassilios Baros (* 27. November 1969 in Giengen an der Brenz) ist ein deutsch-griechischer Bildungsforscher.

## Leben
Von 1987 bis 1991 absolvierte er ein Diplomstudium der Erziehungswissenschaft an der Erziehungswissenschaftlichen Fakultät der Universität Ioannina, Friedens- und Konfliktforschung (1998) sowie Mediation (2000) an der FernUniversität Hagen. Er promovierte 2000 zum Dr. paed. an der Erziehungswissenschaftlichen Fakultät der Universität zu Köln bei Wilhelmine M. Sayler und Franz Pöggeler (Aachen). Zwischen 2001 und 2003 arbeitete er als wissenschaftlicher Mitarbeiter in einem Forschungsprojekt des Ministeriums für Wissenschaft und Forschung/für Schule, Jugend und Kinder (NRW). Von 2004 bis 2005 war er Post-Doc (DFG) in einem Graduiertenkolleg der Universität Bielefeld (AG 8). 
Seine Erstberufung erfolgte 2006 auf eine Professurstelle (Lecturer) für Interkulturelle Erziehung an der Erziehungswissenschaftlichen Fakultät der Democritus University of Thrace (GR). Zwischen 2011 und 2013 vertrat Wassilios Baros die Professur für Erziehungswissenschaft mit dem Schwerpunkt Erziehung und Migration an der Johann Wolfgang-Goethe-Universität Frankfurt am Main. Im SoSe 2012 war er Gastprofessor für Pädagogik an der Universität Augsburg und seit 2014 ist er part time Professor für Interkulturelle Bildung an der Democritus University of Thrace (GR). Er war an mehreren Universitäten (Köln, Siegen, Osnabrück, Hagen, Bielefeld,  Ioannina, Patras, National Kapodistrian University of Athens, Passau) als Lehrbeauftragter zu Themen der Vergleichenden Erziehungswissenschaft und der Migrationsforschung tätig.
Seine Forschungsschwerpunkte sind Bildungstheorie und kritische empirische Bildungsforschung, erziehungswissenschaftliche Migrationsforschung, Ungerechtigkeitsforschung und intergenerationale Bildungsforschung.